# 16705 Reinhardt
16705 Reinhardt (1995 EO8) là một tiểu hành tinh vành đai chính được phát hiện ngày 4 tháng 3 năm 1995, bởi F. Borngen ở Tautenburg.